# Libro illustrato di argomentazioni errate
Libro illustrato di argomentazioni errate è un libro sul pensiero critico scritto e diretto da Ali Almossawi e illustrato da Alejandro Giraldo. Il libro descrive 19 fallacie logiche mediante un insieme di illustrazioni con la partecipazione di vari personaggi. La versione online dell'opera originale di Almossawi fu pubblicata, sotto licenza Creative Commons, il 15 luglio 2013. L'edizione cartacea è stata pubblicata il 5 dicembre 2013, anch'essa distribuita sotto licenza Creative Commons. Il libro è parte di un progetto non profit avente lo scopo di promuovere la consapevolezza e l'importanza del pensiero critico. Secondo quanto riportato sulla pagina web ufficiale del libro, quasi 500 000 persone lo hanno già letto. Nel novembre 2013 la libreria londinese Foyles ha esposto il libro nello scaffale dei titoli consigliati.

## Stile
Il libro è scritto in una prosa concisa basata principalmente sull'uso degli esempi. Le illustrazioni hanno uno stile di tipo xilografico e sono in parte ispirate ai personaggi dei racconti e delle poesie di Lewis Carroll.

## Traduzioni
Tre case editrici hanno ottenuto fino a questo momento i diritti di traduzione del libro. L'associazione italiana Uaar (Unione degli Atei e degli Agnostici Razionalisti) ha pubblicato l'edizione italiana nel catalogo delle edizioni Nessun Dogma il 20 novembre del 2014, la Dodo Magic Bookroom di Mosca ha pubblicato l'edizione russa il 24 novembre 2013,, e la Don Quixote Publishing Co. di Seoul ha elaborato l'edizione coreana, la cui uscita era prevista per il luglio 2014. Numerose traduzioni dell'edizione online, inclusa una in portoghese brasiliano, sono attualmente in corso di preparazione da parte di volontari e se ne prevede la diffusione in tempi brevi.

## Audiolibro
L'audiolibro in inglese è narrato da James Gillies, annunciatore e giornalista della BBC. In questa versione le illustrazioni sono state sostituite da brevi scenette.